# Ron Mueck
Hans Ronald Mueck (Nascut el 1958) és un escultor que pot ser considerat com "hiperrealista".
Ron Mueck és un australià que viu a Anglaterra. L'origen professional va ser al món dels efectes especials per al cinema, encara que va fer un pas al món de l'art aprofitant el seu talent sorprenent per desenvolupar creacions plàstiques amb un realisme sorprenent.
Mueck va mudar-se a Londres per establir la seva pròpia companyia, creant utilleria i "animatronics" per la indústria de la publicitat. Encara que els seus treballs eren altament detallats, eren dissenyats per ser fotografiats des d'un angle molt específic, amagant així el desordre de l'obra vista des d'un altre angle. Mueck desitjava cada vegada més freqüentment produir escultures que es veiessin perfectes des de qualsevol angle.
El 1996 Mueck va canviar cap a l'"art refinat" possant amb la seva sogra Paula Rego, per produir petites figures com a part d'una escena que ella estava mostrant a la Galeria Hayward. Rego va presentar-ho a Charles Saatchi que immediatament va quedar sorprès amb el seu treball i va començar a col·leccionar i sol·licitar treballs. Aquest fet el va portar cap a la creació que li va crear un nom a Mueck, "Dead Dad" (pare mort) que és una esgarrifosa i hiperrealista obra de silicona i altres materials, del cos mort del seu pare, reduït aproximadament a dos terceres parts de la mida natural. És l'única obra de Mueck que usa pèl propi pel producte final.
Les escultures de Mueck reprodueixen fidelment els detalls del cos humà, però juga amb l'escala per crear imatges impactants. La seva obra de cinc metres "Boy", va ser exhibida el 1999 al "Millenium Dome" i més tard va ser exhibida a la Biennal de Venècia.
Aquest escultor va formar part de l'exposició "Sensation" que va causar polèmica i altres reaccions extremes entre els crítics i el públic. La peça que va exposar en aquella ocasió era "Dead Dad". Aquella exposició va incloure altres "nous" artistes britànics com Damien Hirst i els germans Jake i Dinos Chapman, que porten les seves obres a extrems definitivament colpidors.